# 馬達加斯加腭竺魚
馬達加斯加腭竺魚（學名：Foa madagascariensis），又名馬達加斯加小天竺鯛，為輻鰭魚綱鈎頭魚目天竺鯛科腭竺魚屬下的一個種，分布於印度洋紅海至南非、馬達加斯加、塞席爾群島海域，深度5至6公尺，棲息在潮間帶的海草生長的水域，夜間活動，肉食性，以浮游生物為食，繁殖期時，雄魚具有口孵習性，卵約7日化成仔魚，由雄魚吐出，具短暫的仔魚飄浮期，生活習性不明。